# 阿尔文蛇颈龙
阿尔文蛇颈龙（英语：Alvin Plesiosaur）是指1965年7月20日美国深潛救生艇阿尔文号（Alvin）成员在深海目击到的疑似蛇颈龙的神秘动物。

## 历史
1965年7月20日，Marvin McCamis上尉和Bill Rainnie上尉驾驶深潜修理船阿尔文号（Alvin）调查美国海军水下监听阵列Artemis的状况。在他们下潜至海洋深处抵达著名的海沟“海洋之舌”时，一只长有鳍状肢、长颈与蛇状头部的动物出现在潜艇附近。但在潜艇摄像机对准前，这只神秘动物便游离潜艇，之后两人将此事记录于观察日志中。在浮出水面后，Marvin McCamis上尉与Bill Rainnie上尉将目击告知其他船员，但此事仅沦为船员间的笑谈。美国语言学家查尔斯·伯茨在他1977年的著作《Without a Trace 》中收录了此次目击事件。